# Иткис, Михаил Григорьевич
Михаил Григорьевич Иткис (род. 7 декабря 1942, Каратальское, Талды-Курганская область) — советский и российский физик. Вице-директор Объединённого института ядерных исследований. Лауреат Государственной премии РФ.
Главными направлениями научной деятельности являются исследования механизма образования сверхтяжёлых элементов. Имеет более 10825 цитирований своих работ. Индекс Хирша — 51.

## Биография
В 1966 году окончил МГУ. После окончания университета работал в Институте ядерной физики Казахской академии наук В 1974 году защитил кандидатскую диссертацию, а в 1985 — докторскую. В 1988 году присвоено звание профессора.
С 1993 года работает в Объединённом институте ядерных исследований, с 1997 года — директор Лаборатории ядерных реакций им. Г. Н. Флерова ОИЯИ, январь-март 2006 г. — и. о. вице-директора института, 7 мая 2010 – сентябрь 2011 — временно исполняющий обязанности директора ОИЯИ, с сентября 2011 — вице-директор ОИЯИ

## Научные достижения
М. Г. Иткис — инициатор и руководитель в ОИЯИ программы исследования механизма образования сверхтяжёлых элементов. За годы научной деятельности в ОИЯИ им осуществлён цикл работ по исследованию массовых и энергетических характеристик осколков деления ядер лёгкими заряженными частицами и тяжёлыми ионами. Полученные результаты позволили продвинуться в понимании природы асимметричного деления ядер, механизма формирования распределений масс и энергий осколков деления холодных и нагретых ядер. Этот цикл исследований получил широкий резонанс в научной среде, стимулировав экспериментальное и теоретическое изучение в других научных группах.
При участии М. Г. Иткиса созданы уникальный ускорительный комплекс, новые прецизионные ядерно-физические установки, способные исследовать редкие процессы образования и распада тяжёлых ядер.

## Награды
- Государственная премия Российской Федерации за открытие новой области стабильности сверхтяжёлых элементов (2010, совместно с Ю. Ц. Оганесяном)[2]